# Heteralonia chinensis
Heteralonia chinensis är en tvåvingeart som beskrevs av Neal L. Evenhuis 1979. Heteralonia chinensis ingår i släktet Heteralonia och familjen svävflugor. Inga underarter finns listade i Catalogue of Life.